# Frank Nelson Doubleday
Frank Nelson Doubleday (Brooklyn, 8 de janeiro de 1862 — Coconut Grove, Flórida, 30 de janeiro de 1934), conhecido familiarmente por "Effendi" ("senhor" em turco), foi um influente editor estadunidense. Sua realização mais significativa foi a fundação da empresa epônima Doubleday & McClure Company em 1897, que mais tarde operou com outros nomes. Começando a trabalhar aos 14 anos, depois que o negócio de seu pai faliu, Doubleday começou com Charles Scribner's Sons em Nova York.
Seu filho Nelson Doubleday, seu genro John Turner Sargent, Sr. e seu neto Nelson Doubleday, Jr. trabalharam na empresa e a conduziram por diferentes períodos. Em 1986, após anos de mudanças no mercado editorial, seu neto Nelson Doubleday, Jr. como presidente vendeu a Doubleday Company para o grupo alemão Bertelsmann.

## Carreira
Ele foi trabalhar na empresa Charles Scribner's Sons em Manhattan em 1877 com um salário de US$ 3 por semana. Doubleday trabalhou 18 anos na Scribner's, eventualmente crescendo para se tornar a editora da Scribner's Magazine e chefe do departamento de livros por assinatura da Scribner. Quando seu relacionamento com a Scribner's azedou, Doubleday deixou a empresa para fazer uma parceria com Samuel S. McClure, editor da McClure's Magazine.
Eles formaram a Doubleday & McClure Co. em março de 1897. No ano seguinte, Doubleday e McClure aceitaram um contrato para administrar a grande editora Harper & Brothers, por instigação de seu banqueiro, J. Pierpont Morgan. Ao assumir o controle, a Doubleday vasculhou minuciosamente os livros de Harper e concluiu que as finanças da empresa estavam em ruínas; ele convenceu McClure e Morgan a cancelar o negócio. Harper endividou-se pesadamente no Pânico de 1893, e a extensão dos direitos autorais a autores estrangeiros em 1891 prejudicou significativamente o principal negócio de Harper, as reimpressões domésticas baratas de autores estrangeiros respeitados.
Em 31 de dezembro de 1899, a crescente tensão entre Doubleday e McClure levou os dois homens a dissolver sua parceria. No ano seguinte, a Doubleday convidou Walter Hines Page, ex-editor do The Atlantic Monthly, para se juntar a ele; a nova empresa foi Doubleday, Page & Co.
Em 1921, a Doubleday comprou o controle acionário da editora inglesa William Heinemann, depois que Heinemann morreu inesperadamente sem deixar um herdeiro. Em 1927, a Doubleday comprou a editora George H. Doran, e sua empresa se tornou Doubleday, Doran & Co.
Um anglófilo, Frank Doubleday passou muitas férias de trabalho na Inglaterra explorar autores e editores para as edições norte-americanas. Seus amigos pessoais incluíam James Barrie, Andrew Carnegie, Alfred Harcourt, Edward Mandell House, Rudyard Kipling, TE Lawrence, Christopher Morley, Mark Twain. Por meio de um primo, ele conheceu John D. Rockefeller e editou ou escreveu a autobiografia de Rockefeller.

Seu apelido de "Effendi" foi dado a ele por Rudyard Kipling, que o derivou de suas iniciais, FND.